# 후안 아르메트
후안 아르메트 데 카스텔비(스페인어: Juan Armet de Castellví; 1895년 6월 30일, 카탈루냐 주 테라사 ~ 1956년 10월 5일, 마드리드 주 마드리드)는 줄여서 킹케(스페인어: Kinké)라는 별칭으로도 알려진 스페인의 전직 축구 선수이자 감독이다.

## 경력
후안 아르메트는 1941년부터 1943년 9월까지 레알 마드리드 감독을 역임했고, 에스파뇰과 세비야에서 활약했다. 그는 베티스, 무르시아, 올림피카 히에넨세, 그리고 사바델 감독직도 역임했다.